# Маг (фильм)
Маг — американский немой фильм ужасов 1926 года режиссёра Рекса Ингрэма. Фильм является адаптацией романа 1908 года «Волшебник» Сомерсета Моэма.

## Сюжет
В Париже скульптор Маргарет Донси травмируется от падения части статуи фавна. После операции, проведенной доктором Артуром Бердоном, они влюбляются. Между тем, Оливер Хаддо, маг и студент-медик, находит в Библиотеке Арсенала формулу создания жизни, требующую «сердечной крови Девы». Маргарет и Бердон сталкиваются с Хаддо на ярмарке, где он демонстрирует свои магические силы. Перед свадьбой с Бердоном Маргарет оказывается загипнотизирована Хаддо и выходит за него замуж. Бердон и друг Маргарет доктор Поро убеждены, что свадьба случилась против воли девушки, и пытаются её спасти. В итоге после схватки с Хаддо в его лаборатории маг погибает, а Маргарет возвращается к Бердону. Поро сжигает опасную формулу.

## В ролях
- Элис Терри — Маргарет Даунси
- Пауль Вегенер — Оливер Хаддо
- Иван Петрович — доктор Артур Бердон
- Фирмин Жемье — доктор Поро
- Глэдис Хамер — Сьюзи Бойд, подруга Маргарет, художница
- Генри Уилсон — слуга Хаддо
- Хьюберт И. Стоуиттс — танцующий фавн